# Tournée de l'équipe d'Afrique du Sud de rugby à XV en 1960-1961
La tournée de l'équipe d'Afrique du Sud en 1960-1961, en Grande-Bretagne et en Irlande, voit les Springboks réaliser un Grand Chelem (quatre victoires en quatre matches).
Cette tournée est la cinquième de l'Afrique du Sud dans les îles britanniques, toutes remportées par les Springboks .
Cette équipe compte alors des joueurs de talent comme Johan Claassen, Jannie Engelbrecht, John Gainsford, Ian Kirkpatrick, Avril Malan, Hugo van Zyl, Lionel Wilson. Vingt joueurs ont contribué à ce succès. 

## Première ligne
- Fanie Kuhn  quatre matches;
- Ronnie Hill  deux matches;
- Abie Malan  deux matches;
- Piet du Toit  quatre matches.

## Deuxième ligne
- Avril Malan  quatre matches (quatre fois capitaine);
- Johan Claassen  quatre matches, trois points (un essai).

## Troisième ligne
- Attie Baard   un match
- Frik du Preez  deux matches (huit points, une transformation, deux pénalités)
- Doug Hopwood  trois matches (six points, deux essais)
- Martin Pelser  deux matches
- Hugo van Zyl  quatre matches (trois points, un essai)

## Demi de mêlée
- Dick Lockyear  un match (deux points, une transformation)
- Piet Uys  trois matches

## Demi d'ouverture
- Keith Oxlee  trois matches (trois points, 1 essai)
- Dave Stewart  deux matches

## Trois-quarts centre
- John Gainsford   quatre matches, trois points (un essai)
- Ian Kirkpatrick  quatre matches

## Trois-quarts aile
- Jannie Engelbrecht  quatre matches
- Hennie van Zyl  quatre matches

## Arrière
- Lionel Wilson  trois matches

## Résultats des matches
- Le 3 décembre 1960, victoire 3 à 0 contre le pays de Galles à Cardiff;
- Le 17 décembre 1960, victoire 8 à 3 contre l'Irlande à Dublin;
- Le 7 janvier 1961, victoire 5 à 0 contre l'Angleterre à Londres;
- Le 21 janvier 1961, victoire 12 à 5 contre  l'Écosse à Édimbourg.

## Points marqués par les Springboks

### Match contre le pays de Galles
- Keith Oxlee  trois points (une pénalité)

### Match contre l'Irlande
- John Gainsford  trois points (un essai)
- Hugo van Zyl  trois points (un essai)
- Dick Lockyear  deux points (une transformation)

### Match contre l'Angleterre
- Doug Hopwood  trois points (un essai)
- Frik du Preez  deux points (une transformation)

### Match contre l'Écosse
- Johan Claassen  trois points (un essai)
- Doug Hopwood  trois points (un essai)
- Frik du Preez  six points (deux pénalités)

## Meilleur réalisateur
- Frik du Preez  huit points

## Meilleur marqueur d'essais
- Doug Hopwood  deux essais